# روابط اسرائیل و تونس
روابط اسرائیل و تونس به روابط دو جانبه میان اسرائیل و تونس اشاره دارد. اسرائیل و تونس از دهه ۱۹۵۰ ارتباط محدودی داشته‌اند.

## تاریخ

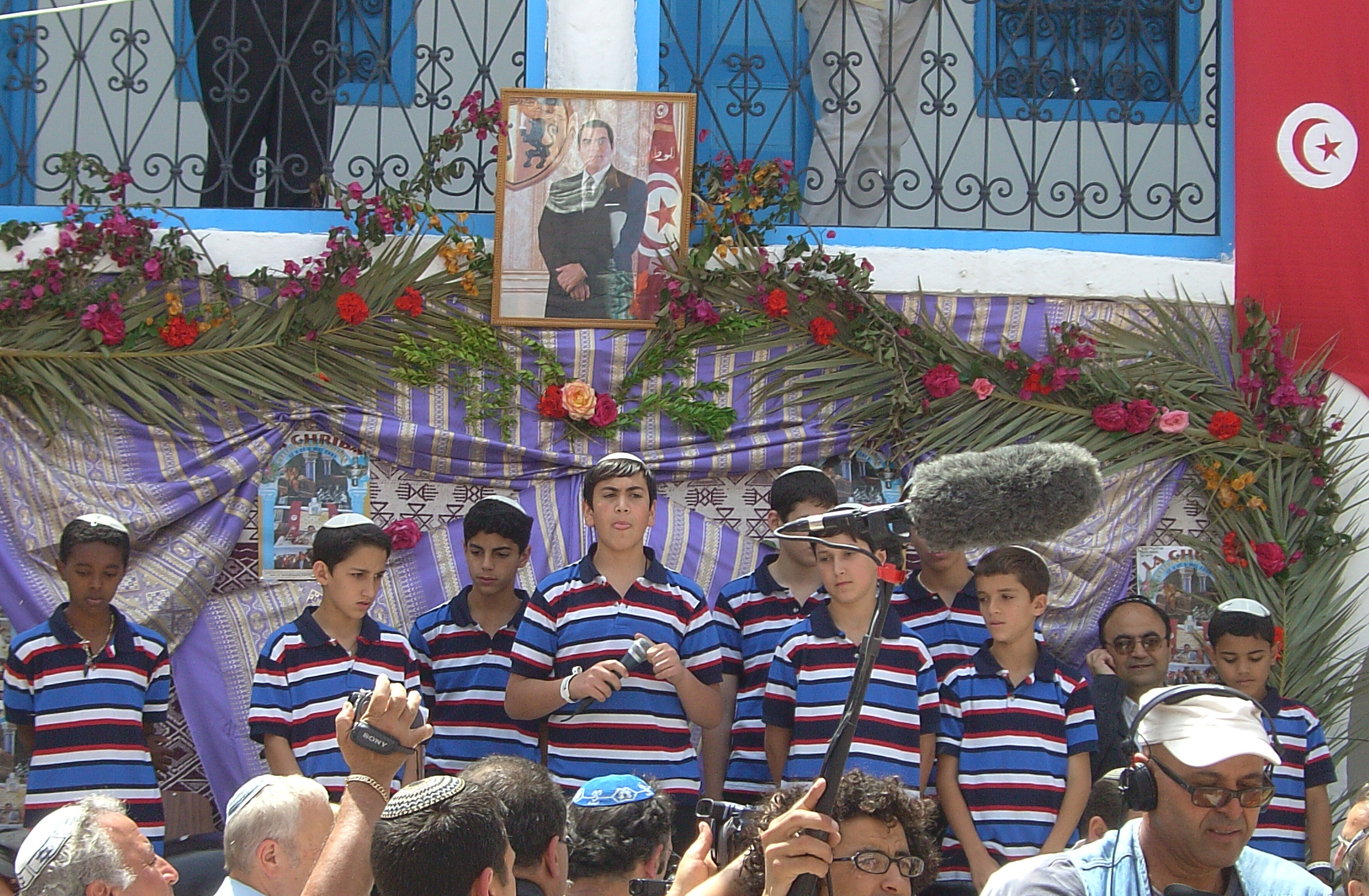
گروه کر پسرهای اورشلیم در بازدید از جربه، ۲۰۰۷

اولین روابط میان اسرائیل و تونس در سازمان ملل در نیویورک در سال ۱۹۵۱–۱۹۵۲ صورت گرفت، زمانی که نمایندگان تونس به هیئت اسرائیلی و رهبران کارگری اسرائیل نزدیک شدند. در ژوئن ۱۹۵۲، باهی ادغم، یکی از نزدیکان حبیب بورقیبه، با جیدئون رافائل دیدار کرد و خواستار حمایت از استقلال تونس شد. بورقیه اظهار داشت که به دنبال حذف اسرائیل نخواهد بود و برای ارتقای صلح در منطقه تلاش خواهد کرد. در سال ۱۹۵۶، پس از اعلام استقلال تونس، وی مخفیانه با یاکوف تزور، سفیر اسرائیل در فرانسه دیدار کرد. در اواخر همان سال، تسور با وزیر دارایی تونس ملاقات کرد، وی خواستار کمک اسرائیل در ساخت شهرک‌های کشاورزی مشترک بود.
عملیات پای چوبین حمله اسرائیل به مقر سازمان آزادیبخش فلسطین (ساف) در حمام شط در تونس، ۱۲ مایلی پایتخت تونس بود که در یک اکتبر ۱۹۸۵ اتفاق افتاد. تلفات ۴۷–۷۱ کشته، حدود ۱۵ نفر آنها غیرنظامی تونسی بودند که کشته و حدود ۱۰۰ نفر زخمی شدند.
تونس ادعا می‌کند که نقش مهمی در مذاکرات مخفیانه بین سازمان آزادیبخش فلسطین و اسرائیل را دارد که منجر به اعلامیه اصول خود حاکمیت فلسطین شد و در سپتامبر ۱۹۹۳ امضا شد. اندکی بعد، یک هیئت اسرائیلی برای گفتگو از تونس بازدید کرد. صلاح مساوی، مدیر کل وزارت امور خارجه تونس، اظهار داشت که هیچ مانعی برای ایجاد روابط دیپلماتیک با اسرائیل نمی‌بیند. در سال ۱۹۹۳، یوسی بیلین، معاون وزیر امور خارجه اسرائیل، از تونس بازدید کرد. ارتباطات تلفنی مستقیم در ژوئیه ۱۹۹۳ برقرار شد. پس از بسته شدن دفاتر جنبش آزادیبخش فلسطین در تونس در ژوئن ۱۹۹۴، اولین گردشگران اسرائیلی وارد این کشور شدند.
روابط در اوایل سال ۲۰۰۰ پس از آغاز انتفاضه دوم بدتر شد. در ۲۲ اکتبر ۲۰۰۰، رئیس‌جمهور بن علی اعلام کرد که پس از «خشونت در مناطق تحت کنترل فلسطین» همه روابط دیپلماتیک خود را با اسرائیل قطع خواهد کرد. اسرائیل از تصمیم تونس در قطع روابط و بستن دفاتر نماینده در تل آویو و تونس ناامید شد. وزارت امور خارجه اسرائیل گفت: «به نظر می‌رسد که تونس تصمیم گرفته‌است که از نقش بالقوه خود به عنوان پلی برای گفتگو بین اسرائیل و همسایگان خود صرف نظر کند، در نتیجه به تلاش حیاتی برای ارتقای صلح منطقه آسیب می‌رساند.»